# Braník
Braník är sedan 1921 en stadsdel i Tjeckiens huvudstad Prag. Sedan 1961 tillhör den stadsdistriktet (městský obvod) Prag 4 och sedan 1990 även den mindre stadsdelskommunen (městská část) med samma namn. Antalet invånare är 18 740.